# شلال غربي
شلال غربي قرية سوريّة تتبع إداريّاً لمحافظة حلب منطقة عين العرب ناحية الجلبية، بلغ تعداد سكانها 158 نسمة حسب التعداد السكاني لعام 2004.